# Kostel Všech svatých (Konská)
Římskokatolický kostel Všech svatých v Konské je zaniklý kostel, který byl vybudován v letech 1792–1794 na místě staršího dřevěného kostela v Konské (dnes součástí města Třince).

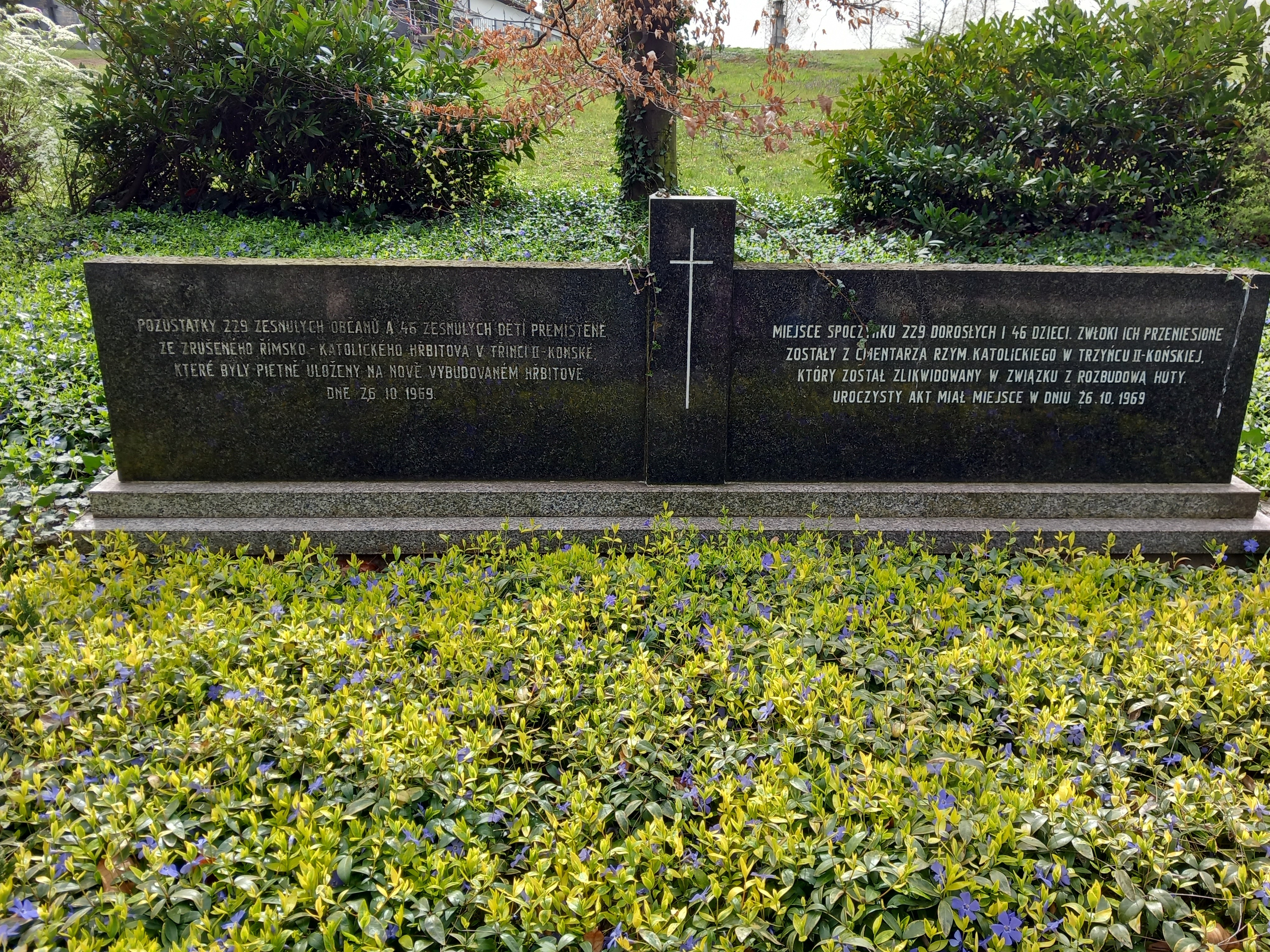
Památnik přesunu zaniklého hřbitova na Evangelický hřbitov v Konské

V kostele se nacházely obrazy Sv. Jan Nepomucký a Vidění sv. Hedviky od Felixe Ivo Leichera. Oba obrazy jsou dnes umístěny ve farním kostele sv. Alberta v Třinci a byly v letech 1992 a 1993 restaurovány.
Kostel byl zbořen v roce 1969. Na místě, kde stál, byla postavena kancelářská budova, která je součástí areálu Třineckých železáren. Ve stejném roce byly přemístěny pozůstatky 229 zesnulých občanů a 46 zesnulých dětí ze zrušeného římsko-katolického hřbitova na blízký Evangelický hřbitov v Konské.